# Colònia Rusiñol
La Colònia Rusiñol, coneguda també com a Can Remisa o Ramissa, és una colònia tèxtil de Manlleu (Osona), catalogada com bé cultural d'interès local. Està situada aigües amunt del nucli urbà, a la riba esquerra del Ter.

## Història
Té el seu origen el 1866 amb la instal·lació dels industrials Remisa, i a la dècada següent va ser adquirida pel fabricant tèxtil de Manlleu Jaume Rusiñol i Bosch (1805-1887), amb el nom de Fábrica de Hilados y Tejidos de Algodón de Jaime Rusiñol. Els seus nets Santiago, el conegut escriptor i pintor, i Albert Rusiñol i Prats heretaren la colònia, i el 1889, l'empresa passa a anomenar-se Rusiñol Hermanos. Durant aquesta època, s'amplià la fàbrica i es construeixen noves dependències i habitatges, l'església i el xalet dels propietaris, que anomenarien Cau Faluga pel nom d'una de les dues cases de Sitges que Santiago Rusiñol va unir per a crear el Cau Ferrat.
A partir de 1912, l'empresa dels Rusiñol cessà la producció i la fàbrica fou arrendada a diverses empreses, i el 1940, la societat Llobet i Guri, propietària de la veïna fàbrica del Dolcet, adquirí la colònia per a aprofitar-ne el salt d'aigua. El 1980, després de molts anys d'estar aturada, les famílies Claramunt i Rovira, a través de la societat Hilados Rusiñol, adquiriren la colònia i la posaren de nou en marxa per a produir-hi filats de cotó i altres fibres naturals, artificials i sintètiques.
Finalment, la producció s'aturà el 2009, essent la darrera fàbrica del Ter mitjà en tancar. Aleshores, la família Claramunt hi inicià una important restauració a tota la colònia.

## Descripció
A mig camí entre la colònia i la fàbrica urbana, Can Remisa comptava amb habitatges, una capella, un economat, una fonda i una petita escola. El conjunt, delimitat per un mur fet de còdols i ciment, està presidit per la xemeneia, una talaia cilíndrica que supera els 40 m d'alçada i l'imponent casal dels amos, edifici a cavall entre l'arquitectura romàntica i la modernista. En diversos punts hi ha elements modernistes, com per exemple fanals amb forjats, tot i que la colònia és pròpiament d'estil premodernista.
La fàbrica és la típica de riu, amb finestrals laterals, de maó, per aprofitar la claror natural, i les teulades són de doble vessant amb teula àrab. Està formada per diversos cossos disposats paral·lels al riu. Les naus són de planta baixa i dos pisos, amb un cos d'edifici central que mostra la intenció d'una ampliació que no es va arribar a realitzar mai. Els materials utilitzats són els tradicionals, amb murs de pedra de riu i filades de totxo, cantoneres de pedra picada i ornaments amb pedra picada i totxo. L'estructura de les naus consisteix en pilars metàl·lics i jàsseres de fusta amb grans voltes rebaixades o forjats amb bigues de fusta. L'edifici de l'esquerra, destinat a magatzem, té 18 m x 39 m. El cos central té 10 m d'ample i quatre pisos d'altura (planta baixa i tres pisos). L'edifici de la dreta té 47 m x 15 m (també amb planta baixa i tres pisos), i el tercer edifici darrere del de la dreta, 15 m x 46 m. A l'exterior, en un lateral, es conserva una turbina Planas i Flaquer.
La xemeneia, de rajol, és troncocònica, d'uns 60 m d'altura, i es recolza en una base quadrada de 3 m. Al basament es pot observar una decoració geomètrica amb maons de diferent tonalitat.
L'habitatge per a encarregats es troba a la zona est de la nau industrial sud, i té diverses habitacions que incloïen bany, cuina, diverses estances i llar de foc. La casa del director és un edifici de planta quadrangular i coberta a doble vessant amb carener paral·lel a la façana ubicat a la cantonada nord-est de la colònia. Presenta planta baixa i dos pisos amb obertures fetes amb maó i pedra d'obra vista per a les parets.
La capella, actualment desapareguda, va ser enderrocada el 2009 a causa del mal estat de conservació.
La font es troba a l'extrem sud-est de la colònia. És de planta quadrangular i teulada a quatre vessants, amb una roda que accionava la bomba per a pouar l'aigua, i presenta una petita pica quadrangular.
La resclosa és una estructura feta de còdols rierencs units amb formigó, en forma d'angle i amb la part superior reforçada amb carreus de pedra ben tallats. Fa 65 m d'amplada i uns 5 m d'alçada. Té una part perpendicular al canal i l'altra meitat paral·lela, i arriba a la casa comporta, un edifici rectangular de planta baixa i un pis amb set comportes individuals d'entrada al canal i una comporta de descàrrega de fons després de les d'entrada. Els costats són fets amb maons i els set túnels d' entrada al canal estan revestits de lloses de pedra. El canal té 1 km de llarg i d esguassa al riu per un conducte subterrani davant la fàbrica. El salt és de 5 m, i el cabal de 12 m³/s. La turbina actual és nova.
La cantina és un edifici en ruïnes ubicat a l'oest, fora del recinte de la colònia, entre el canal i el riu Ter. És de planta rectangular amb orientació est-oest.